# Thryallis leucophaeus
Thryallis leucophaeus là một loài bọ cánh cứng trong họ Cerambycidae.